# The One That Got Away (singel Natashy Bedingfield)
"The One That Got Away" to piosenka pop stworzona przez Natashę Bedingfield, Steve’a Kipnerra, Andrew Framptona, Michaela Tafaro, Nathana Winklera na amerykańską wersję debiutanckiego albumu Bedingfield, Unwritten (2004). Utwór zremiksowany przez Wamdue'a i Valentina, wydany został jako promocyjny singel w Stanach Zjednoczonych, w maju 2006. W Wielkiej Brytanii piosenka została wydana jako strona B singla "These Words".
Singel zajął miejsce #1 na amerykańskiej liście Billboard Hot Dance Club Play i #4 na Billboard Hot Dance Airplay.

## Listy utworów i formaty singla
CD Singel (Pierwsze wydanie)
1. "The One That Got Away" (Valentin Radio mix) – 3:46
2. "The One That Got Away" (Valentin Club mix) – 6:40
3. "The One That Got Away" (Valentin MixShow mix) – 6:05

CD Singel (Drugie wydanie)
1. "The One That Got Away" (Wamdue Pop mix) – 4:55
2. "The One That Got Away" (Wamdue Get Together Extended Vocal mix) – 9:38
3. "The One That Got Away" (Wamdue Get Together dub) – 6:40
4. "The One That Got Away" (Wamdue Get Together Radio mix) – 5:22

Vinyl Singel
1. "The One That Got Away" (Wamdue Pop Rocks mix) – 4:55
2. "The One That Got Away" (Wamdue Get Together dub) – 6:40
3. "The One That Got Away" (Wamdue Get Together Extended Vocal mix) – 9:38

## Pozycje na listach
| Lista przebojów (2006)             | Najwyższa pozycja |
| ---------------------------------- | ----------------- |
| USA Billboard Hot Dance Club Play1 | 1                 |
| USA Billboard Hot Dance Airplay1   | 4                 |

1 Wamdue & Valentin remix